# Rhabdocalyptus
Rhabdocalyptus is een geslacht van sponsdieren uit de klasse van de Hexactinellida.

## Soorten
- Rhabdocalyptus arcticus Brøndsted, 1916
- Rhabdocalyptus asper Schulze, 1899
- Rhabdocalyptus australis Topsent, 1901
- Rhabdocalyptus baculifer Schulze, 1904
- Rhabdocalyptus bidentatus Okada, 1932
- Rhabdocalyptus borealis Okada, 1932
- Rhabdocalyptus capillatus Ijima, 1897
- Rhabdocalyptus dawsoni (Lambe, 1893)
- Rhabdocalyptus heteraster Okada, 1932
- Rhabdocalyptus mirabilis Schulze, 1899
- Rhabdocalyptus mollis Schulze, 1886
- Rhabdocalyptus monstraster Tabachnick, 1994
- Rhabdocalyptus nodulosus Schulze, 1899
- Rhabdocalyptus plumodigitatus Kirkpatrick, 1901
- Rhabdocalyptus tener Schulze, 1899
- Rhabdocalyptus tenuis Schulze, 1899
- Rhabdocalyptus unguiculatus Ijima, 1904
- Rhabdocalyptus victor Ijima, 1897